# Iso-Jaakko
Iso-Jaakko är en ö i Finland. Den ligger i sjön Konnevesi och i kommunen Rautalampi i den ekonomiska regionen  Inre Savolax ekonomiska region  och landskapet Norra Savolax, i den centrala delen av landet, 280 km norr om huvudstaden Helsingfors. Öns area är 28,7 hektar och dess största längd är 0,8 kilometer i nord-sydlig riktning.